# Adore You (Miley Cyrus)
Adore You è un singolo della cantante statunitense Miley Cyrus, pubblicato il 17 dicembre 2013 come terzo estratto dal quarto album in studio Bangerz.

## Descrizione
Il brano è stato prodotto e co-scritto da Oren Yoel con la collaborazione di Stacy Barthe. Esso si presenta come un brano prettamente pop e contemporary R&B, composto in chiave do maggiore con un tempo di 60 battiti al minuto.

## Promozione
Il 6 dicembre 2013 Cyrus ha annunciato che Adore You sarebbe essere pubblicato come terzo singolo ufficiale estratto da Bangerz. La pubblicazione era stata originariamente programmata per le stazioni radiofoniche tradizionali degli Stati Uniti d'America dal 6 gennaio 2014, ma infine anticipata al 17 dicembre. Il giorno successivo la cantante ha svelato la copertina ufficiale del singolo attraverso i suoi profili Instagram e Twitter: in essa la donna mostra la parte inferiore del viso coperto da un mazzo di rose, con il titolo Adore You stilizzato in maiuscolo.
Il brano è stato successivamente remixato dal produttore discografico francese Cedric Gervais e pubblicato per il download digitale il 3 marzo 2014 dalla sua etichetta discografica Spinnin' Records.

## Accoglienza
Adore You ha ricevuto recensioni piuttosto positive da parte dei critici musicali, che si sono complimentati dal punto di vista produttivo e vocale. La nota rivista Rolling Stone l'ha definito «uno splendido brano d'apertura all'album», mentre Caroline Sullivan di The Guardian l'ha consacrato come «uno dei brani meno taglienti e meglio riusciti di Bangerz» conferendogli un punteggio di tre stelle su cinque.

## Video musicale
Il video musicale, diretto da Rankin, fu programmato per essere per la prima volta pubblicato attraverso il canale Vevo della cantante il 26 dicembre 2013; nei giorni precedenti la sua uscita, Cyrus ha caricato due brevi anteprime della clip attraverso il suo profilo Instagram. Tuttavia, il video è stato pubblicato la sera del 25 dicembre 2013, un giorno prima del previsto; questo ha portato alla speculazione che Miley abbia volutamente fatto trapelare il video come una trovata pubblicitaria, anche se ha poi smentito le accuse attraverso Twitter.
Diversi critici hanno discusso se il video musicale di Adore You, che mostra la Cyrus in biancheria intima mentre interpreta il brano sotto le coperte di un letto, fosse più provocante del precedente singolo Wrecking Ball. Prendendo atto dei gesti sessualmente espliciti e frequenti nel video, uno scrittore per Fox News Channel chiese se Cyrus avesse creato con successo un video musicale più «scandaloso» del suo predecessore.

## Successo commerciale
Ancor prima di essere pubblicato ufficialmente come singolo, il brano ha debuttato al quarantaduesimo posto della Billboard Hot 100; da allora ha scalato le classifiche fino a stanziarsi alla posizione numero 21. Il brano ha seguito la stessa fama in tutta Europa e Oceania, venendo certificato prima disco d'oro e poi di platino in Australia. Però, rispetto ai predecessori We Can't Stop e Wrecking Ball, la versione originale di Adore You ha ottenuto minor successo in diverse classifiche discografiche internazionali.

## Classifiche

### Classifiche settimanali
| Classifica (2013-14) | Posizione massima |
| -------------------- | ----------------- |
| Australia            | 25                |
| Belgio (Fiandre)     | 69                |
| Belgio (Vallonia)    | 70                |
| Canada               | 36                |
| Danimarca            | 24                |
| Francia              | 143               |
| Irlanda              | 44                |
| Nuova Zelanda        | 15                |
| Regno Unito          | 27                |
| Stati Uniti          | 21                |

### Classifiche di fine anno
| Classifica (2014) | Posizione |
| ----------------- | --------- |
| Stati Uniti       | 100       |